# 霊明殿

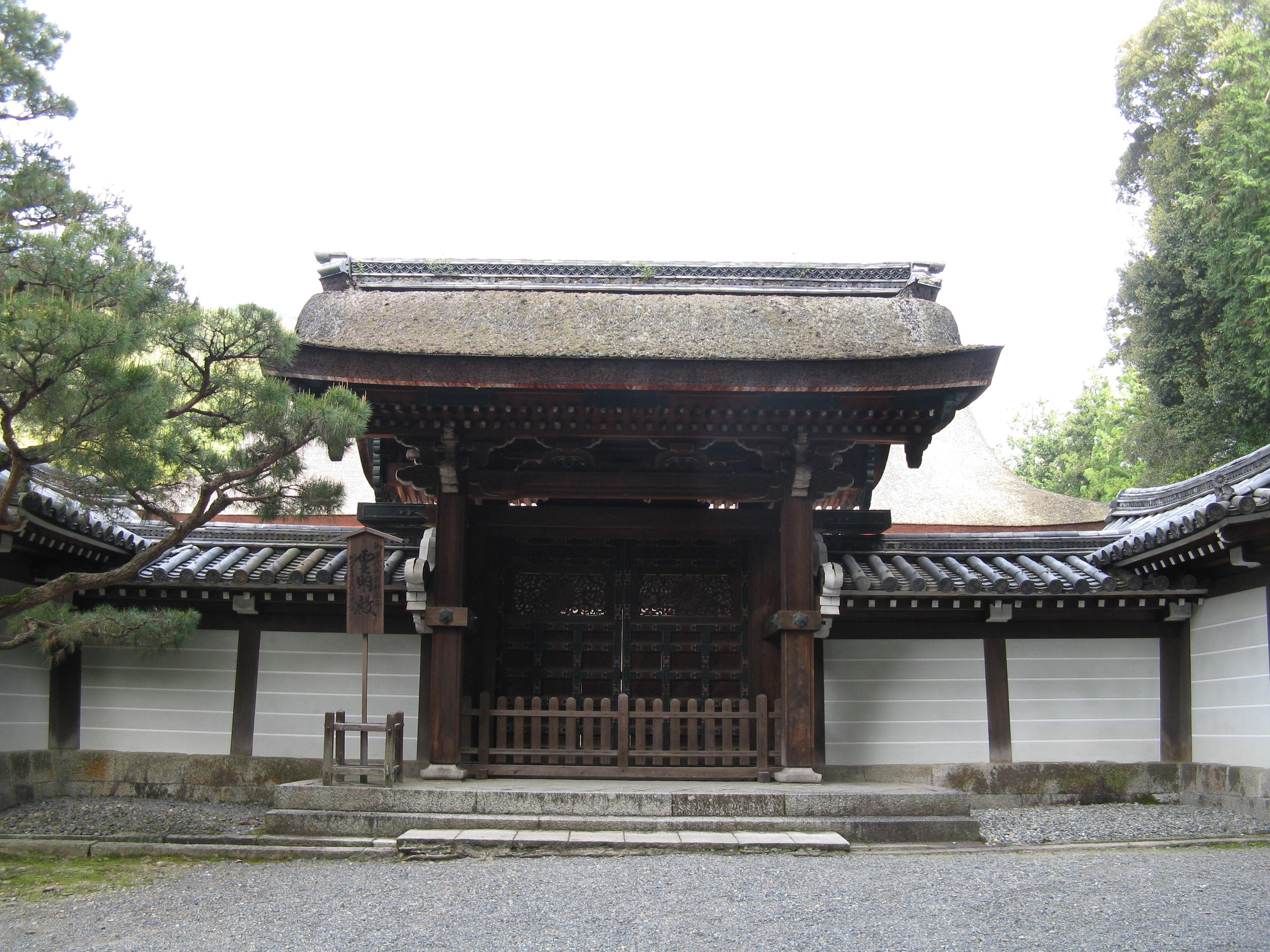
霊明殿

霊明殿（れいめいでん）は、京都市東山区の泉涌寺にある殿舎。
歴代天皇の尊牌（位牌）を祀っている。現在の建物は、1884年（明治17年）に明治天皇の勅命で再建されたもので、宮内省内匠寮によって造営された。
皇室では、宮中三殿「皇霊殿」で歴代皇霊を神式で祀っているのに対し、皇室の菩提寺で御寺（みてら）と呼ばれる泉涌寺では、「霊明殿」で仏式で祀っている。皇室の慣例と同じく、先帝四代の回向を行い、祥月命日には年忌法要が営まれ、天皇の代理として、宮内庁京都事務所の職員が代拝している。

## 概要

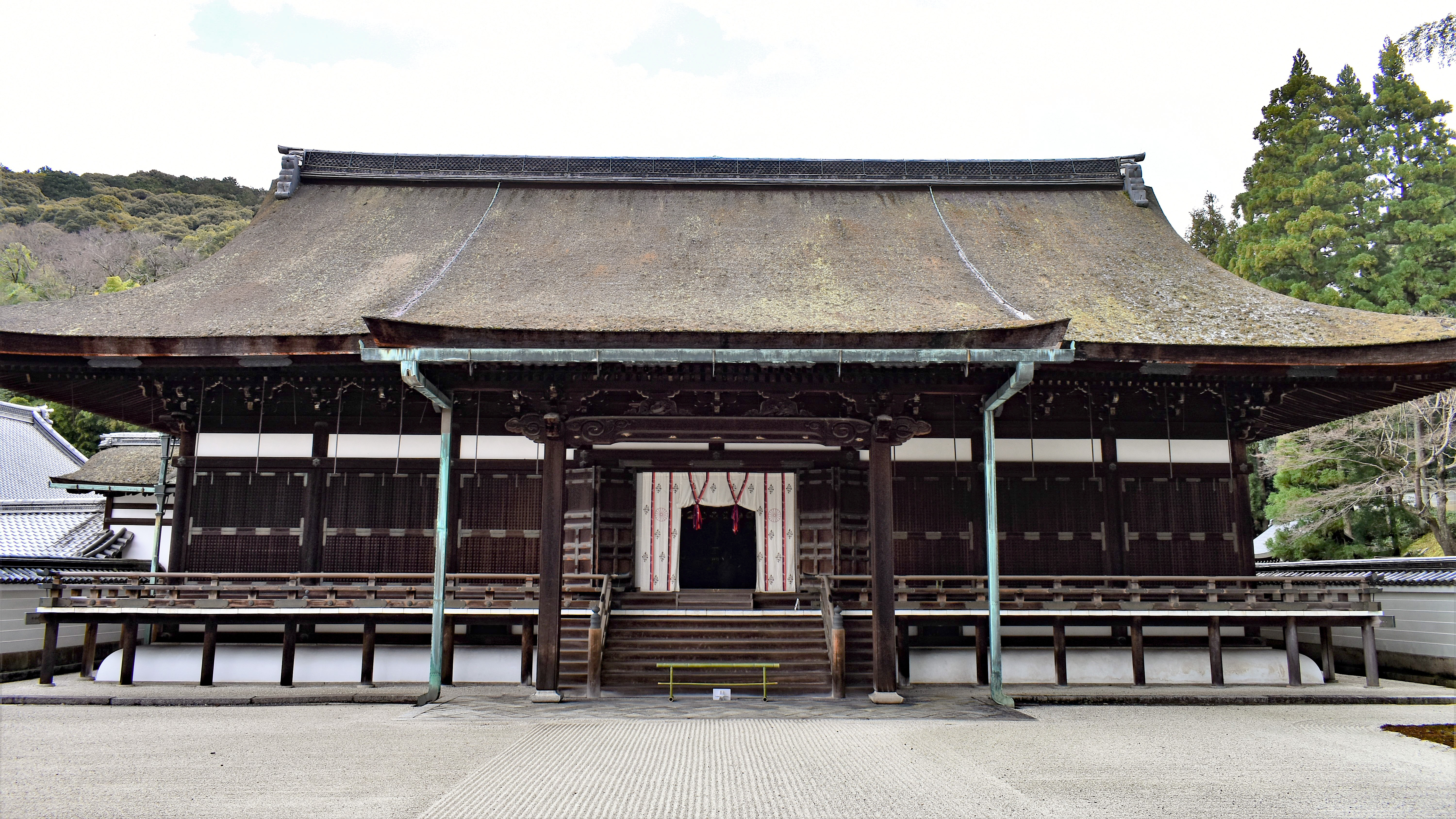
霊明殿

霊明殿は、古代中国の漢代礼制の故事にある皇帝が天に先祖を配祀するための廟堂「霊台」「明堂」が語源で、日本では天皇に関する位牌所を指して広く用いられ、皇室ゆかりの大覚寺や仁和寺などにもある。
現在の霊明殿は、1884年（明治17年）に明治天皇の勅命によって宮内省が再建したもので、外観は宸殿風で、屋根は檜皮葺となっている。殿内は内陣・中陣・外陣に分かれ、内陣は5室の厨子となっている。それぞれに御扉を設け、中央御扉内には四条天皇の尊像と尊牌をはじめ、明治天皇・昭憲皇太后・大正天皇・貞明皇后・昭和天皇・香淳皇后の御真影と尊牌が奉安されている。 それ以外の天皇や皇后の尊牌は左右の御扉内に、さらに左右には皇族の尊牌が奉安されている。
歴代天皇の尊牌（位牌）は、内裏（現在の京都御所）清涼殿の黒戸（仏間）などに安置され、中世以降江戸時代までは仏式で供養が行われ、春秋の彼岸会法要も行われていた。しかし、明治維新後、神仏判然令により宮中祭祀はすべて神式となったことから、歴代天皇の念持仏などとともに泉涌寺に遷された。

## 歴史
1246年（寛元5年）、四条天皇の国忌を泉涌寺で厳修。
1669年（寛文9年）、後水尾院による泉涌寺の寛文復興。後水尾院統の家廟として「霊明殿」成立。
1876年（明治9年）、宮内省通達により、京都府内の寺院に奉祀されていた歴代天皇の位牌を泉涌寺に一元化。
1882年（明治15年）、「霊明殿」焼失。
1884年（明治17年）、明治天皇の勅命により現「霊明殿」竣工。

## 逸話
泉涌寺には天智天皇とその孫に当たる光仁天皇以降の天皇が祀られており、天武系統の天皇が祀られていないことから、天智天皇と天武天皇は兄弟ではないなどの陰謀説も出ている。しかし、天智天皇の尊牌は、1876年（明治9年）の宮内省通達による「京都府下各寺院之尊牌」結集で、山内塔頭の法安寺から遷されたものであり、天武系統の天皇は、奈良県内の薬師寺や東大寺、西大寺などに祀られている。